# Перенга
Перенга (Сухоборка) — река в России, протекает в Воскресенском районе Нижегородской области. Устье реки находится в 141 км по левому берегу Ветлуги. Длина реки составляет 20 км, площадь водосборного бассейна 70,7 км².
Исток реки находится в лесах в 11 км к востоку от посёлка Воскресенское. Река течёт на юг, в нижнем течении — на восток, русло извилистое. Всё течение реки проходит по ненаселённому, частично заболоченному лесу. Впадает в Ветлугу у деревни Анненка.

## Данные водного реестра
По данным государственного водного реестра России относится к Верхневолжскому бассейновому округу, водохозяйственный участок реки — Ветлуга от города Ветлуга и до устья, речной подбассейн реки — Волга от впадения Оки до Куйбышевского водохранилища (без бассейна Суры). Речной бассейн реки — (Верхняя) Волга до Куйбышевского водохранилища (без бассейна Оки).
Код объекта в государственном водном реестре — 08010400212110000043564.